# Eustace Gibson

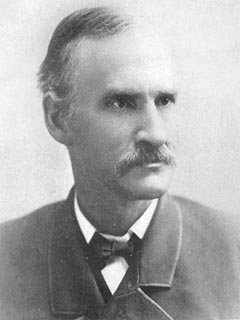
Eustace Gibson

Eustace Gibson (* 4. Oktober 1842 im Culpeper County, Virginia; † 10. Dezember 1900 in Clifton Forge, Virginia) war ein US-amerikanischer Politiker. Zwischen 1883 und 1887 vertrat er den vierten Wahlbezirk des Bundesstaates West Virginia im US-Repräsentantenhaus.

## Werdegang
Eustace Gibson besuchte die öffentlichen Schulen seiner Heimat. Nach einem anschließenden Jurastudium und seiner Zulassung als Rechtsanwalt begann er im Jahr 1861 in seinem neuen Beruf zu arbeiten. Während des Bürgerkrieges war er zwischen 1861 und 1863 Soldat in der Armee der Konföderierten Staaten. Im Jahr 1863 musste er wegen einer Verwundung den Militärdienst quittieren. Zu diesem Zeitpunkt war er Hauptmann gewesen.
Gibson war Mitglied der Demokratischen Partei. In den Jahren 1867 und 1868 war er Delegierter auf Versammlungen zur Überarbeitung der Staatsverfassung von Virginia. Im Jahr 1871 ließ er sich in Huntington im 1863 entstandenen Staat West Virginia nieder. Zwischen 1877 und 1878 saß er im Abgeordnetenhaus von West Virginia; 1877 war er als Nachfolger von Alexander W. Monroe Präsident dieser Kammer.
1882 wurde im neu geschaffenen vierten Distrikt von West Virginia in das US-Repräsentantenhaus in Washington, D.C. gewählt. Dort trat er am 4. März 1883 sein Mandat an. Nach einer Wiederwahl im Jahr 1884 konnte er bis zum 3. März 1887 zwei Legislaturperioden im  Kongress absolvieren. Ab 1885 war er Vorsitzender des Ausschusses zur Kontrolle der Ausgaben des Justizministeriums. Im Jahr 1886 wurde Gibson von seiner Partei nicht für eine weitere Amtszeit nominiert. 1888 strebte er noch einmal erfolglos die Nominierung an. In den Jahren nach seiner Zeit im Kongress arbeitete er wieder als Anwalt. Eustace Gibson starb am 10. Dezember 1900 in Clifton Forge und wurde in Huntington beigesetzt.